# Richard Edmund Clerke Burton
Richard Edmund Clerke Burton (* 20. November 1938 in Exeter, Devon; † 6. Januar 2008) war ein britischer Lebemann, Unternehmer und Automobilrennfahrer, der als Richard Burton in den 1960er-Jahren Formel-3-Rennen in Großbritannien und auf dem europäischen Kontinent bestritt. Burton wurde in der britischen Presse als einer der letzten Herrenfahrer bezeichnet.

## Leben
Richard Burtons Eltern waren Robert Clerke Burton und seine Frau Mary, geb. Dixon. Der Vater war Commander der Royal Navy. Zu seinen Vorfahren gehörte der Schriftsteller Robert Burton, der durch das 1621 veröffentlichte Buch Anatomie der Melancholie bekannt wurde. Richards Bruder Charles wurde 1979 durch eine Transglobe Expedition bekannt, in deren Verlauf er die Erde entlang des Nullmeridians von Nord nach Süd durchquerte.
Im Anschluss an eine Ausbildung am Wellington College absolvierte Burton in den 1950er-Jahren seinen Militärdienst bei der britischen Marine. Nach dem Ende der Dienstzeit kam er durch Glücksspiel in London zu Vermögen. Etwa 1960 verbrachte er einige Zeit in Bad Hersfeld. Zurück in Großbritannien, arbeitete Burton für verschiedene Londoner Werbeagenturen. Zu dieser Zeit begann sein Interesse für Motorsport, dem er einige Jahre lang nachging. In den 1970er-Jahren gehörte er zur gesellschaftlichen Oberschicht Englands. Er war Mitglied im Londoner Turf Club und im Annabel’s, einem „Symbol britischer Dekadenz“. Zeitweise war Burton Fotomodell und Werbeträger für exklusive britische Herrenoberbekleidung. 1980 begann er in Genf Bücher herauszugeben; 1984 gründete Burton in Los Angeles und später auch in Palm Springs eine Kunstgalerie, in der er aufwendige Reproduktionen bekannter Gemälde verkaufte. Zu seinen Kunden gehörte unter anderem Hollywood-Prominenz.
In den 1990er-Jahren kehrte Burton nach Großbritannien zurück. Er ließ sich in Wiltshire nieder, wo er 2008 starb.
Burton war fünfmal verheiratet. Seine Ehefrauen waren Susan Black (1966–1970), Ariane Desouches (1971–1976), Marie Dolores Ortiz-Echagüe (1976–1978), Hanna Schumacher (1988) und Martine Grandclement (ab 2002).

## Motorsport
Von 1964 bis 1968 fuhr Burton vornehmlich in Großbritannien einige Automobilrennen. Er war mit den Rennfahrern Chris Amon, Jochen Rindt und Jackie Stewart befreundet. 
Sein Debüt als Rennfahrer gab Burton beim B.A.R.C. Member’s Meeting am 14. März 1964 in Goodwood, das nach dem Reglement der Formel 3 durchgeführt wurde. Burton fuhr hier einen Lotus 31 mit Ford-Motor. Er gewann das Rennen mit einer halben Minute Vorsprung auf den zweitplatzierten Ray Moore. 1964 folgten vier weitere Rennen in Brands Hatch, Goodwood und Mallory Park, von denen Burton zwei als Dritter beendete. Bei dem renommierten International Gold Cup 1964 in Oulton Park im September 1964 fuhr Burton erstmals einen Cooper T72 mit einem Vierzylindermotor von BMC. Im Rennen legte er nur eine Runde zurück, bevor er mit einem Lagerschaden ausfiel.
Für 1965 sind nur wenige Rennteilnahmen Burtons belegt. Zum B.A.R.C. Member’s Meeting in Goodwood war er zwar gemeldet, wurde aber vor Rennbeginn disqualifiziert, weil er keine Lizenz nachweisen konnte. Bei der B.R.D.C. Trophy am 10. Juli 1965, einem Begleitrennen zum Großen Preis von Großbritannien, trat Burton mit seinem Lotus 31 für das Prior Racing Team an. Hier legte er nur zwei Runden zurück, bevor er ausfiel. 1966 bestritt Burton keine Automobilrennen. 1967 meldete er sich mit einem Brabham BT21 für die Coupe Internationale de Vitesse in Reims-Gueux. Von Platz 27 gestartet, überholte er in der ersten Runde 21 Fahrer. In der vierten Runde fing das Auto Feuer, nachdem aus der nicht vollständig verschlossenen Tanköffnung Benzinnebel ausgetreten war und sich am heißen Auspuff entzündet hatte. Burtons Overall hatte Benzindämpfe aufgenommen und geriet ebenfalls in Brand. Burton erlitt schwere Verbrennungen, von denen 65 Prozent seiner Haut betroffen waren. Jackie Stewart organisierte einen Helikoptertransport in eine Fachklinik, wodurch Burtons Leben gerettet wurde. Nach seiner Genesung ging Burton 1968 noch für den Rennwagenhändler und Teambesitzer Frank Williams in dessen Formel-3-Programm an den Start. Williams hielt Burton für einen talentierten Rennfahrer und erwog, ihn mit Frank Williams Racing Cars mittelfristig neben Piers Courage in der Formel-2-Europameisterschaft einzusetzen. Burton gab allerdings nach drei Formel-3-Rennen, von denen der 12. Platz bei zur International Trophy sein bestes Ergebnis war, sein Motorsportengagement im Frühjahr 1968 auf.

## Herausgebertätigkeit
Ab den 1980er-Jahren war Burton Herausgeber von Büchern. Seine Assistentin war von 1984 bis 1988 Sarah Ferguson, die damalige Lebensgefährtin des Ex-Rennfahrers Paddy McNally und spätere Duchess of York. Burton veröffentlichte unter anderem Fergusons Bücher Victoria and Albert: Life at Osborne House (1991) und The Palace of Westminster (1996).